# محمد الحبيب الهيلة
محمد الحبيب الهيلة: ولد في 24 ديسمبر 1931 بحي الحلفاوين بتونس العاصمة، مؤرخ جامعي تونسي معاصر.

## تكوينه
دخل الحبيب الهيلة إلى الجامعة الزيتونية في الأربعينات ليتخرج منها في الخمسينات بعد أن أحرز فيها على مختلف شهائدها حيث أحرز على شهادة التحصيل عام 1950 ثم شهادة العالمية عام 1956، وهي أعلى الشهادات الزيتونية. وبعد أن التحق للتدريس، أتيحت له الفرصة لمواصلة دراساته العليا في فرنسا حيث أحرز على شهادة الدكتوراه من جامعة السوربون عام 1967 وكان موضوعه حول التاريخ الأندلسي، ثم ناقش أطروحة دكتوراه الدولة عام 1976  تحت عنوان: الزهد وأثره في المجتمع الإفريقي من الفتح إلى نهاية العهد الأغلبي.

## مساره المهني
اشتغل الحبيب الهيلة مدرسا مساعدا بالجامعة الزيتونية فيما بين 1950 و1956. ثم بعد الاستقلال وإيقاف التعليم الزيتوني، اشتغل بالمعاهد الثانوية العمومية إلى عام 1967، ليلتحق تلك السنة للتدريس بالتعليم العالي بكلية الشريعة وأصول الدين بصفة مساعد واستمر يدرس بها إلى عام 1985، وارتقى في الأثناء إلى رتبة أستاذ تعليم عال. وفي عام 1985، تحول للتدريس بـكلية الشريعة والدراسات الإسلامية بجامعة أم القرى بالمملكة العربية السعودية وبقي هناك إلى عام 1997. ليتفرغ بعد ذلك لتحقيق المخطوطات.

## إنتاجه العلمي
قام محمد الحبيب الهيلة بنشر العديد من البحوث والتحقيقات سواء التي تهم تاريخ تونس أو المملكة العربية السعودية  ومن تلك العناوين:
1. كتاب سياسة الصبيان وتدبيرهم لابن الجزار، دراسة وتحقيق مع معجم للأفاظ الطبية، الدار التونسية للنشر، تونس 1969، 200 ص. ثم ط2: منقحة، دار الغرب الإسلامي بيروت 1984، 175 ص. ثم ط3: مؤسسة بيت الحكمة تونس 2008، 175 ص.
2. الحلل السندسية في الأخبار التونسية للوزير السراج، دراسة وتحقيق وفهرسة، ج 1، الدار التونسية للنشر، تونس 1970، 1400 ص ؛ ج2: دار الكتب الشرقية، تونس 1970، 300ص. ثم ط 2 عن دار الغرب الإسلامي بيروت في 3 مجلدات، 1985، 2200 ص.
3. كتاب نيل المنى بذيل بلوغ القرى لتكملة إتحاق الورى لجار الله بن العز بن النجم بن فهد المكي، تحقيق محمد الحبيب الهيلة، مؤسسة الفرقان للتراث الإسلامي، فرع مكة والمدينة، 2000، جزءان، 1024 ص.
4. رسائل ديوانية صادرة عن سبتة في العهد العزفي، دراسة وتحقيق، المطبعة الملكية بالمغرب، الرباط، 1979، 140 ص.
5. كتاب فتاوى البرزلي، دراسة وتحقيق وفهرسة، 7 أجزاء 4000ص، دار الغرب الإسلامي، بيروت 2002.
6. كتاب الأجوبة لابن عظوم، 11 جزءا، دراسة وتحقيق وفهرسة، منشورات بيت الحكمة تونس 2003-2009.
7. المفتي أبو القاسم عظوم، لمعة نور في عصر آفل، منشورات المجمع التونسي للعلوم والآداب والفنون، بيت الحكمة تونس 2009، 114ص.

## كتب وتحقيقات للحبيب الهيلة

المفتي أبو القاسم عظوم في عصره، لمعة نور في عصر آفل
فهرس مخطوطات المكتبة المركزية بجامعة أم القرى
التاريخ والمؤرخون بمكة من القرن الثالث الهجري إلى القرن الثالث عشر
كتاب نيل المنى بذيل بلوغ القرى لتكملة إتحاف الورى
غلاف كتاب الأجوبة لعظوم